# Hermann Käppler

Hermann Käppler

Hermann Käppler (* 26. Oktober 1863 in Großenhain; † 16. Dezember 1926 in Berlin) war ein deutscher Politiker (SPD).

## Leben und Wirken
Käppler wurde als Sohn eines Tuchmachers geboren. Nach dem Besuch der Bürgerschule in Großenhain in den Jahren 1870 bis 1878 absolvierte er bis 1882 eine Lehre zum Müller. 1888 Jahren trat er in die Sozialdemokratische Partei Deutschlands (SPD) ein. Außerdem wurde er Mitglied der Gewerkschaft, in der er mit der Zeit vermehrt Funktionärsposten zu übernehmen begann. Ab 1890 war er Angestellter des Mühlenarbeiterverbandes (u. a. Redakteur der Mühlenarbeiterzeitung), dessen Vorsitz er in den Jahren 1894 bis 1910 führte. Nach dem Zusammenschluss des Mühlenarbeiter- und des Brauereiverbandes zum Verband der Brauerei- und Mühlenarbeiter im Jahr 1910 wurde Käppler mit dem Amt des zweiten Vorsitzenden im Hauptvorstand des Verbandes betraut, das er bis 1925 innehaben sollte.
Von 1895 bis 1910 gehörte Käppler dem Landtag von Sachsen-Altenburg an. Im Januar 1912 zog er für den Reichstagswahlkreis Herzogtum Sachsen-Altenburg in den Reichstag des Kaiserreiches ein, dem er bis zum Zusammenbruch der Monarchie im November 1918 angehörte. Im Januar 1919 wurde Käppler in die Weimarer Nationalversammlung gewählt, in der er bis zum Juni 1920 den Wahlkreis 36 (Thüringen) vertrat. Anschließend gehörte er dem Reichstag der Weimarer Republik während seiner ersten Legislaturperiode als Vertreter des Wahlkreises 13 (Thüringen) an. Ferner war er von 1919 bis 1920 Stadtverordneter in Köpenick.
Publizistisch tat Käppler durch die Veröffentlichung von drei Broschüren über die Arbeitsverhältnisse der Müller im Deutschland der Wilhelminischen Zeit sowie eines Buches zur Geschichte der Mühlenarbeiterbewegung hervor.
Heute erinnert der Hermann-Käppler-Platz in Hermsdorf an Käpplers Leben und politisches Wirken.

## Schriften
- Arbeitsverhältnisse der Müller Deutschlands, 1891.
- Geschichte der Mühlenarbeiterbewegung, 1927.